# The Weakling (film 1914)
The Weakling è un cortometraggio del 1914 diretto da Kenean Buel e interpretato da Tom Moore e Alice Joyce. Prodotto dalla Kalem Company, il film venne distribuito nelle sale il 6 luglio 1914 dalla General Film Company.

## Trama
Trama e critica in inglese su Stanford University

## Produzione
Prodotto dalla Kalem Company.

## Distribuzione
Il film venne distribuito nelle sale il 6 luglio 1914 dalla General Film Company.